# Fizjologia mowy
Fizjologia mowy jest działem fonetyki. Zajmuje się badaniem ruchów mięśni biorących udział w artykułowaniu głosek mowy oraz badaniem współzależności tych ruchów.